# Myszka Minnie
Myszka Minnie (ang. Minnie Mouse) – fikcyjna postać z bajek o Myszce Miki. Jest narzeczoną głównego bohatera. Zazwyczaj jest ubrana w sukienkę (lub spódniczkę) w czerwonym lub różowym kolorze i z białymi kropeczkami. Kokardkę ma również czerwoną w białe kropki lub różową w białe kropki. W niektórych komiksach, niepublikowanych jednak w Polsce, jej pełne nazwisko to Minerva Mouse. Ma dwie siostrzenice, Milly i Molly i kuzynkę Dalię. W czarno-białych filmach miała kwiatka zamiast kokardki, także w niektórych filmach w kolorze miała kwiatka. Ma kota Figaro. W 2018 roku została uhonorowana na Alei Gwiazd.

## Głosu udzielali
- Walt Disney (1928)
- Marcellite Garner (1928–1940)
- Thelma Boardman (1940–1942)
- Ruth Clifford (1942–1952)
- Russi Taylor (1986-2019)
- Yuko Mizutani (Japonia)
- Beata Wyrąbkiewicz (Polska)

## Galeria

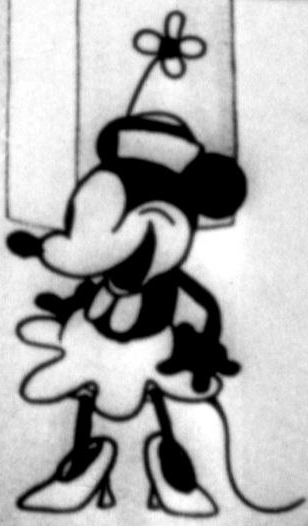
Myszka Minnie (Parowiec Willie, 1928)
Myszka Minnie (Galopujący Gaucho, 1928)